# 佐渡彌彥米山國定公園
佐渡彌彥米山國定公園（日语：／ Sado-Yahiko-Yoneyama Kokutei Kōen），是位在日本新潟縣的國定公園。1950年7月27日指定。面積29,464ha。
公園包含了佐渡海岸線為中心的佐渡地域，信仰名山彌彥山為中心的彌驗地域，以及以米山及福浦八景為中心的米山地域。
1950年7月27日以佐渡彌彥國定公園，與琵琶湖國定公園、耶馬日田英彥山國定公園一同成為日本國內最早的國定公園。之後1981年加入米山地域，名稱改為現在的佐渡彌彥米山國定公園。

## 概要
佐渡地域的著名景點有佐渡西北部尖閣灣所在的外海府海岸與西南部的小木海岸。
外海府海岸以斷崖絕壁、綿延不斷的奇岩聞名。以金北山為最高峰的大佐渡山脈有石楠花（シャクナゲ）生長。
彌彥山自古以來是越後民眾的信仰名山，山上有彌彥神社鎮座，西邊的國上山有國上寺。
米山是第三紀火山岩形成的獨立峰，同樣為信仰名山。福浦海岸的奇岩海岸則有「福浦八景」之稱。

## 關連市町村
- 新潟縣 - 佐渡市、柏崎市、彌彥村等

## 集團設施地區
| 地區名 | 面積   | 所在地               | 使用人數（人） |
| ------ | ------ | -------------------- | -------------- |
| 外海府 | －     | 新潟縣佐渡市         | 35,000         |
| 鈍嶺山 | －     | 新潟縣佐渡市         | 29,000         |
| 加茂湖 | －     | 新潟縣佐渡市         | 26,000         |
| 小木   | －     | 新潟縣佐渡市         | 76,000         |
| 角田濱 | －     | 新潟縣新潟市         | 56,000         |
| 彌彥   | －     | 新潟縣西蒲原郡彌彥村 | 2,501,000      |
| 關岬   | 20.0ha | 新潟縣佐渡市         | 2,000          |

## 關連項目
- 國定公園

## 外部連結
- （日語）佐渡彌彥米山國定公園